# (1090) Sumida
(1090) Sumida és un asteroide pertanyent al cinturó d'asteroides descobert per Okurō Oikawa des de l'observatori astronòmic de Tòquio, Japó, el 20 de febrer de 1928.
Inicialment va rebre la designació de 1928 DG. Més tard es va anomenar pel Sumida, un riu del Japó.
Està situat a una distància mitjana del Sol de 2,36 ua, podent acostar-s'hi fins a 1,841 ua i allunyar-se'n fins a 2,879 ua. Té una inclinació orbital de 21,51° i una excentricitat de 0,2201. Triga a completar una òrbita al voltant del Sol 1324 dies.